# Тыквоголовый
«Тыквоголовый» (англ. Pumpkinhead) — американский фильм ужасов режиссёра Стэна Уинстона, в основу которого была положена одноимённая поэма Эда Джастина. Первый фильм тетралогии «Тыквоголовый». В США фильм собрал $4 385 516. Премьера фильма состоялась 1 сентября 1988 года, релиз на DVD — 4 декабря 2008 года.

## Сюжет
В 1957 году Эд Харли, будучи ещё маленьким мальчиком, наблюдает из окна своего дома как некое существо расправляется с другом семьи, которого отец по какой-то причине не впустил в дом. Эд Харли вырос и сейчас ему около 40 лет, он владеет небольшим бакалейным магазинчиком возле дороги. Кроме того у Эда есть маленький сын лет пяти, у сына, в свою очередь, есть собака по прозвищу Цыган. Однажды к бакалее подъезжает компания подростков, среди которых имеется «крутой» парень любящий издеваться и помыкать своим младшим братом. Закупившись необходимыми вещами эти двое решили покуражиться и поездить на мотоциклах по недалёко стоящим холмам. В это самое время сын Харли играл с собакой в мяч, который укатился как раз к этим холмам. Не заметив мальчика «крутой» мотоциклист сбивает его насмерть. После этого он и его друзья уезжают за помощью оставляя со сбитым мальчиком младшего брата упомянутого мотоциклиста. Остановившись в каком-то доме мотоциклист сбивший мальчика никакой помощи искать не стал, вместо этого он запер нескольких своих друзей в погребе, а других взял на мушку чтобы никто не звонил в полицию.
Поражённый смертью своего сына отец решил отомстить и поехал к своим знакомым для выяснения места жительства старой ведьмы. Однако информации он не получил. Поехав тогда обратно отец встретил мальчика, который может предоставить эту информацию за определённую плату. Воспользовавшись услугой мальчика отец направился к ведьме и выложил все имевшиеся у него сбережения для совершения ритуала «адской мести». Сперва старуха-ведьма не хотела связываться, но увидев мёртвое тело мальчика согласилась. Дав необходимые указания отцу — откопать труп знакомого человека на тыквенном поле — ведьма начала готовить совершение ритуала. После совершения самого ритуала труп ожил и превратился в демона из другого мира, убивающего «на заказ». Однако отец не ожидал, что во время совершения убийства Тыквоголовым, он будет в припадке видеть всю картину убийства да и к тому же испытывать сильную боль. После того, как отец отправился с просьбой остановить Тыквоголового, старуха сказала, что это невозможно.

## В ролях
- Лэнс Хенриксен — Эд Харли
- Синтия Бейн — Трейси
- Керри Ремсен — Мэгги
- Джефф Ист — Крис
- Джон Д'Акино — Джоэль
- Кимберли Росс — Ким
- Джоэл Хоффман — Стив
- Том Вудрафф младший — Тыквоголовый
- Дик Уорлок — Клэйтон Хеллер (мужчина в начале фильма)

## Признание
Премия «Сатурн» (1988):
- Лучший фильм ужасов (номинация)
- Лучший режиссёр — Стэн Уинстон (номинация)
- Лучший актёр — Лэнс Хенриксен (номинация)

## Технические данные
- Звук: Ultra Stereo 4.0
- Рейтинг MPAA: R